# اشک مصنوعی
اشک مصنوعی به انگلیسی: Artificial Tears یا Hypromellose یا HPMC
نام‌های تجارتی: Adapettes - Adsorbotear -Hypotears _Isopto Tears -Lacriset -Liquifilm Tears -Lytears -Moisture Drops -Murocel Solution -Muro Tears Solotion -Neotears -Tearisol -Tearlose -Tears Naturale
طبقه بندی فارماکولوژیک: مشتقات پلی وینیل الکل.
طبقه بندی درمانی: اشک مصنوعی
اشکال دارویی: قطره چشمی ۰٫۵% (۱۰ سی سی)، محلول استریل ۲%

## مکانیسم اثر
اشک مصنوعی به عنوان عامل فیزیکی جایگزین اشک طبیعی عمل می‌کند.

## موارد مصرف
اشک مصنوعی در موارد کمبود ترشح اشک در نارسایی ترشح اشک و رفع خشکی و تحریک چشم در سندرم‌های خشکی چشم متوسط تا شدید به کار برده می‌شود. همچنین برخی منابع بر استفاده از اشک مصنوعی جهت نرم کردن چشم در موقع استفاده از لنز تماسی سخت (Hard Contact Lens) نیز تأکید کرده‌اند.

## طریقه مصرف
در بالغین و کودکان: یک قطره از محلول یا قطرهٔ استریل چشمی، ۳ تا ۴ بار در روز داخل چشم چکانده می‌شود. در صورت لزوم به دفعات بیشتر نیز می‌توان از این دارو بهره برد. در برخی منابع قید شده که از این قطره تا حداکثر سی روز (یک ماه) می‌توان استفاده کرد.